# Niederungsbereich Oerrelbach
Der Niederungsbereich Oerrelbach ist ein Naturschutzgebiet in den niedersächsischen Gemeinden Wahrenholz in der Samtgemeinde Wesendorf und Dedelstorf in der Samtgemeinde Hankensbüttel im Landkreis Gifhorn.
Das Naturschutzgebiet mit dem Kennzeichen NSG BR 132 ist 140 Hektar groß. Es ist vollständig Bestandteil des FFH-Gebietes „Rössenbergheide-Külsenmoor, Heiliger Hain“. Im Süden grenzt es direkt an das Naturschutzgebiet „Heiliger Hain“, im Norden an das Naturschutzgebiet „Rössenbergheide-Külsenmoor“ sowie im Südosten an das Naturschutzgebiet „Ise mit Nebenbächen“. Nach Westen und Osten grenzt es an das Landschaftsschutzgebiet „Ostheide“. Das Gebiet steht seit dem 13. September 2007 unter Naturschutz. Zuständige untere Naturschutzbehörde ist der Landkreis Gifhorn.
Das Naturschutzgebiet liegt nördlich von Wahrenholz am Ostrand eines eiszeitlichen Grundmoränenhügels. Es verbindet die Naturschutzgebiete „Rössenbergheide-Külsenmoor“ und „Heiliger Hain“ zu einem bedeutenden Heide- und Übergangsmoorkomplex.
Das Naturschutzgebiet umfasst zur Niederung des Oerrelbachs im Nordosten abfallende Geesthänge und einen Teilbereich der Oerrelbachniederung. Das Gebiet ist in den tieferen Lagen durch Moorwald und auf den trockenen Geesthängen durch Kiefernwald geprägt. Den Geesthängen sind Quellmoore vorgelagert, die durch Torfstiche verändert sind. Ein Teil der Flächen wird als Grünland genutzt. Auf ungenutzten Flächen ist gebietsweise Moorheide zu finden, an trockenen Standorten auch Sandheide.
Die Moorbereiche entwässern zum Oerrelbach, der von Erlengebüschen gesäumt wird.